# Bisbat de Civitavecchia-Tarquinia
El bisbat de Civitavecchia-Tarquinia (italià: diocesi di Civitavecchia-Tarquinia; llatí: Dioecesis Centumcellarum-Tarquiniensis) és una seu de l'Església catòlica, Immediatament subjecta a la Santa Seu, que pertany a la regió eclesiàstica Laci. El 2013 tenia 103.870 batejats d'un total 106.870 habitants. Actualment està regida pel bisbe Luigi Marrucci.

## Territori

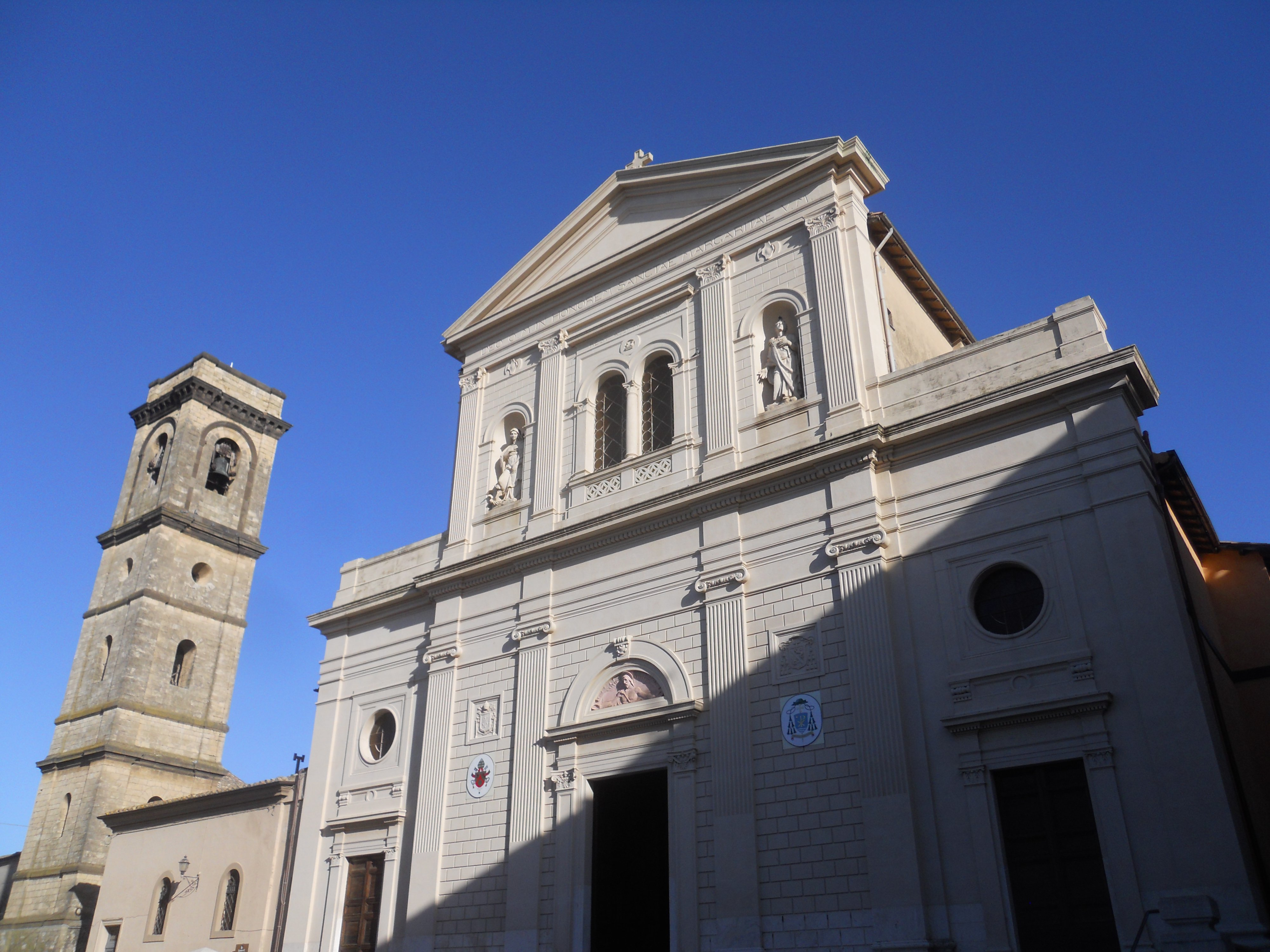
La cocatedral de Santi Margherita e Martino de Tarquinia.

La diòcesi comprèn sis municipis del Laci a cavall de dues províncies: a la província de Viterbo els municipis de Tarquinia, Monte Romano i Montalto di Castro; i a la ciutat metropolitana de Roma Civitavecchia, Tolfa i Allumiere.
La seu episcopal és la ciutat de Civitavecchia, on es troba la catedral de Sant Francesc d'Assís. A Tarquinia hi ha la cocatedral de Santi Margherita e Martino.
El territori s'estén sobre 876 km², i està dividit en 27 parròquies, agrupades en dues zones pastorals, Civitavecchia e Tarquinia.

## Història

### Diòcesi de Tarquinia
Tarquinia va ser una antiga seu episcopal es remunta almenys fins al segle v. Es coneixen tres bisbes: Apuleu, que va participar en el sínode romà del 465; Proiettizio, present a un altre al 487; i Luciano, que va estar present en el sínode convocat per Papa Símmac en 499. Més tard, la ciutat va caure en roïnes i amb ella també va desaparèixer diòcesi.
Al segle ix Tarquinia era una simple parròquia de camp (plebs Sanctae Mariae en Tarquinio) depenent del bisbe de Toscanella (Tuscania).
La Diòcesi de Corneto (ciutat construïda prop de l'antiga Tarquinia) es va erigir el 5 de desembre de 1435 amb la butlla En supremae dignitatis del Papa Eugeni IV, amb territori desmembrat de la diòcesi de Viterbo i Tuscania. La diòcesi, que incloia l'única ciutat de Corneto, es va unir a la diòcesi de Montefiascone, encara que els territoris de les dues diòcesis no eren contigües.
Amb la pesta de 1504 va començar a Corneto un llarg període de declivi i en els dos segles següents la ciutat va tenir un descens significatiu de la població.
En 1710 es van descobrir a Corneto les relíquies de Santa Ferma, protectora de Civitavecchia; el 25 de març de 1713 van ser solemnement exposades a la veneració pública i després sepultade a la catedralcornetana.
En el segle xviii Corneto va veure la presència de santa Lucia Filippini i de sant Pau de la Creu, que finançà l'ermita i el monestir de les Passionistes (1759 i 1771).

### Diòcesi de Civitavecchia
La diòcesi de Civitavecchia (Centumcellae) va ser erigida a inicis del segle iv, el segle del qual coneixem els seus primers bisbes. Segons la tradició, a Centocelle va acabar els seus dies a l'exili el Papa Corneli el 253. Al segle xi en Centocelle es va unir a la diòcesi de Blera, posteriorment suprimida i després es va unir a la fi de segle a la diòcesi de Tuscania, que en 1192, va ser al seu torn unida a la diòcesi de Viterbo. L'últim bisbe de portar el títol de Centocelle va ser Riccardo, praesul Tuscanus, Centumcellicus atque Bledanus.
El 10 de desembre de 1825 l'antiquísima seu va ser restaurada amb la butlla De Dominici Gregis del Papa Lleó XII, amb territori desmembrat de les diòcesis de Viterbo i Tuscania. Al mateix temps va ser unida amb la de Porto e Santa Rufina. .

### Diòcesi de Civitavecchia-Tarquinia
El 14 de juny de 1854 el Papa Pius IX va suprimir la unió anterior amb Montefiascone i amb Porto i Santa Rufina, i la va unir aeque principaliter les diòcesis de Corneto i Civitavecchia. En deferència a l'antiga successió de bisbes de Corneto, a aquesta se li va concedir el privilegi de primer lloc en el nou nom de la diòcesi de Corneto i Civitavecchia i abans a la cerimònia de presa de possessió. La diòcesi també va incloure Tolfa i Allumiere, que havia pertangut a la diòcesi de Sutri.
En 1872 la ciutat de Corneto va prendre el nom antic de Tarquinia i la diòcesi de Corneto va canviar el seu nom al de diòcesi de Tarquinia.
El 30 de setembre de 1986, de conformitat amb el decret Instantibus votis de la Congregació per als Bisbes, la unió esdevingué completa i la diòcesi resultant assumí el nom de diòcesi de Civitavecchia-Tarquinia.

## Cronologia episcopal

### Bisbes de Civitavecchia
- Epitetto I † (citat el 314)
- Epitetto II † (citat el 355)
- Pascasio † (citat el 487)
- Molensio † (citat el 499)
- Caroso † (citat el 531)
- Lorenzo † (inicis de 555 - finals de 560)
- Domenico I † (inicis de 595 - finals de 609)
- Martino † (citat el 649)
- Pietro I † (citat el 826)
- Domenico II † (inicis de 854 - finals de 861)
- Valentino † (vers 940)
- Pietro II † (citat el 1015)
- Azzo † (citat el 1037)
- Riccardo † (citat el 1093)
  - Seu suprimida (?-1825)
  - Seu restaurada i unida a Porto e Santa Rufina (1825-1854)

### Bisbes de Tarquinia
- Apuleio † (citat el 465)
- Proiettizio † (citat el 487)
- Luciano † (citat el 499)
  - Seu suprimida
  - Seu restaurada amb el nom de Corneto i unida a Montefiascone (1435-1854)

### Bisbes de Montefiascone i Corneto
- Pier Giovanni Dall'Orto † (12 de desembre de 1435 - 6 de març de 1438 nomenat bisbe de Massa e Populonia)
  - Valentino † (1438) (bisbe electe)[3]
- Bartolomeo Vitelleschi † (17 de març de 1438 - 23 de març de 1442 deposat)
- Francesco Marerio † (23 de març de 1442 - 1449 mort)
- Bartolomeo Vitelleschi † (21 de juliol de 1449 - 13 de desembre de 1463 mort) (per segon cop)
- Angelo Vitelleschi † (1464 - 1467)
- Gisberto Tolomei † (1467 - 1479 mort)
- Domenico della Rovere † (24 d'agost de 1479 - 22 d'abril de 1491 renuncià)
- Serafino Panuflazio † (1491 - 1496 mort)
- Giovanni Tolomei † (1496 - 1499 mort)
- Alessandro Farnese † (28 d'abril de 1499[4] - 23 de març de 1519 renuncià, després elegit papa amb el nom de Pau III)
  - Lorenzo Pucci † (23 de març de 1519 - 13 d'abril de 1519 renuncià) (administrador apostòlic)
  - Ranuccio Farnese † (13 d'abril de 1519 - 1528 renuncià) (administrador apostòlic)
  - Guido Ascanio Sforza † (12 de novembre de 1528 - 1548 renuncià) (administrador apostòlic)
- Ubaldino Bandinelli † (4 de juny de 1548 - inicis de 1550 renuncià)
  - Guido Ascanio Sforza † (inicis de 1550 - 1551 renuncià) (administrador apostòlic, per segon cop)
- Achille Grassi † (21 d'agost de 1551 - 1553 renuncià)
  - Guido Ascanio Sforza † (1553 - 1555 renuncià) (administrador apostòlic, per tercer cop)
- Carlo Grassi † (20 de desembre de 1555 - 25 de març de 1571 mort)
  - Alexandre Farnese el jove † (1571 - 22 d'agost de 1572 renuncià) (administrador apostòlic)
- Ferdinando Farnese † (27 d'agost de 1572 - 30 de març de 1573 nomenat bisbe de Parma)
- Francesco Guinigi † (8 d'abril de 1573 - juny de 1578 mort)
- Vincenzo Fucheri † (29 de juny de 1578 - 1580 mort)
- Girolamo Bentivoglio † (7 d'octubre de 1580 - 12 d'abril de 1601 mort)
- Paolo Emilio Zacchia † (14 de maig de 1601 - 31 de maig de 1605 mort)
- Laudivio Zacchia † (17 d'agost de 1605 - 13 de maig de 1630 renuncià)
- Gasparo Cecchinelli † (13 de maig de 1630 - 1666 mort)
- Paluzzo Paluzzi Altieri Degli Albertoni † (29 de març de 1666 - 19 de maig de 1670 nomenat arquebisbe de Ravenna)
- Domenico Massimo † (18 de març de 1671 - setembre de 1685 mort)
- Marco Antonio Barbarigo † (7 de juliol de 1687 - 26 de maig de 1706 mort)
- Sebastiano Pompeo Bonaventura † (15 de novembre de 1706 - maig de 1734 mort)
- Pompeo Aldrovandi † (9 de juliol de 1734 - 6 de gener de 1752 mort)
- Saverio Giustiniani † (14 de gener de 1754 - 13 de gener de 1771 mort)
- Francesco Maria Banditi, C.R. † (30 de març de 1772 - 26 de maig de 1775 renuncià)
- Giuseppe Garampi † (20 de maig de 1776 - 4 de maig de 1792 mort)
- Jean-Siffrein Maury † (21 de febrer de 1794 - 24 de març de 1816 renuncià)
  - Sede vacante (1816-1819)
- Bonaventura Gazola, O.F.M.Ref. † (21 de febrer de 1820 - 29 de gener de 1832 renuncià)
- Giuseppe Maria Velzi, O.P. † (2 de juliol de 1832 - 23 de novembre de 1836 mort)
- Gabriele Ferretti † (19 de maig de 1837 - 2 d'octubre de 1837 nomenat arquebisbe de Fermo)
- Filippo de Angelis † (15 de febrer de 1838 - 27 de gener de 1842 nomenat arquebisbe de Fermo)
- Nicola Mattei Baldini † (27 de gener de 1842 - 23 d'octubre de 1843 mort)
- Niccola Clarelli Parracciani † (22 de gener de 1844 - juny de 1854 renuncià)

### Bisbes de Corneto (Tarquinia) e Civitavecchia
- Camillo Bisleti † (23 de juny de 1854 - 28 de juny de 1868 mort)
- Francesco Gandolfi † (24 de setembre de 1868 - 24 de gener de 1882 nomenat bisbe titular de Doliche)
- Angelo Rossi † (24 de gener de 1882 - 14 d'octubre de 1906 mort)
- Giovanni Beda Cardenal, O.S.B. † (1 de maig de 1907 - 3 de febrer de 1910 nomenat bisbe titular de Laodicea di Frigia)
- Pacifico Fiorani † (10 de març de 1910 - 12 de maig de 1917 nomenat bisbe d'Osimo i Cingoli)
- Luca Piergiovanni † (10 de novembre de 1917 - 21 de setembre de 1925 mort)
- Emilio Cottafavi † (7 de maig de 1926 - 7 d'abril de 1931 mort)
- Luigi Drago † (3 de març de 1932 - 4 de novembre de 1944 mort)
- Giulio Bianconi † (25 de juliol de 1945 - 11 de setembre de 1976 jubilat)
- Antonio Mazza † (11 de setembre de 1976 - 20 d'agost de 1983 nomenat bisbe de Piacenza)
- Girolamo Grillo (20 de desembre de 1983 - 30 de setembre de 1986 nomenat bisbe de Civitavecchia-Tarquinia)

### Bisbes de Civitavecchia-Tarquinia
- Girolamo Grillo (30 de setembre de 1986 - 21 de desembre de 2006 jubilat)
- Carlo Chenis, S.D.B. † (21 de desembre de 2006 - 19 de març de 2010 mort)
- Luigi Marrucci, des del 25 de novembre de 2010

## Estadístiques
A finals del 2013, la diòcesi tenia 103.870 batejats sobre una població de 106.870 persones, equivalent 97,2% del total.
| any  | població | població | població | sacerdots | sacerdots       | sacerdots       | sacerdots             | diaques | religiosos | religiosos | parroquies |
| ---- | -------- | -------- | -------- | --------- | --------------- | --------------- | --------------------- | ------- | ---------- | ---------- | ---------- |
| any  | batejats | total    | %        | total     | clergat secular | clergat regular | batejats por sacerdot | diaques | homes      | dones      |            |
| 1949 | 66.949   | 66.949   | 100,0    | 23        | 22              | 1               | 2.910                 |         | 30         | 206        | 12         |
| 1969 | 76.098   | 77.008   | 98,8     | 76        | 41              | 35              | 1.001                 |         | 39         | 280        | 23         |
| 1980 | 78.000   | 78.700   | 99,1     | 77        | 36              | 41              | 1.012                 |         | 46         | 235        | 28         |
| 1990 | 85.000   | 88.000   | 96,6     | 62        | 35              | 27              | 1.370                 | 4       | 28         | 187        | 25         |
| 1999 | 136.000  | 151.100  | 90,0     | 78        | 49              | 29              | 1.743                 | 5       | 35         | 190        | 25         |
| 2000 | 136.000  | 151.100  | 90,0     | 76        | 46              | 30              | 1.789                 | 6       | 35         | 170        | 25         |
| 2001 | 130.000  | 140.000  | 92,9     | 66        | 44              | 22              | 1.969                 | 7       | 26         | 167        | 25         |
| 2002 | 82.000   | 85.000   | 96,5     | 70        | 44              | 26              | 1.171                 | 7       | 31         | 170        | 26         |
| 2003 | 82.000   | 85.000   | 96,5     | 77        | 49              | 28              | 1.064                 | 10      | 40         | 158        | 26         |
| 2004 | 82.000   | 85.000   | 96,5     | 68        | 48              | 20              | 1.205                 | 10      | 22         | 163        | 26         |
| 2006 | 82.752   | 85.746   | 96,5     | 68        | 47              | 21              | 1.216                 | 9       | 23         | 157        | 26         |
| 2013 | 103.870  | 106.870  | 97,2     | 72        | 47              | 25              | 1.442                 | 15      | 27         | 112        | 27         |

### Per la seu de Civitavecchia
- Francesco Lanzoni, Le diocesi d'Italia dalle origini al principio del secolo VII (an. 604), vol. I, Faenza 1927, pp. 519–521 (italià)
- Giuseppe Cappelletti, Le Chiese d'Italia dalla loro origine sino ai nostri giorni, vol. I, Venècia 1844, pp. 529–535 (italià)
- Butlla De Dominici gregis, a Bullarii romani continuatio, Tomo XVI, Romae 1854, pp. 363–366(llatí)
- Pius Bonifacius Gams, Series episcoporum Ecclesiae Catholicae, Leipzig 1931, vol. I, pp. XI-XII (llatí)

### Per la seu de Corneto/Tarquinia
- Francesco Lanzoni, Le diocesi d'Italia dalle origini al principio del secolo VII (an. 604), vol. I, Faenza 1927, pp. 521–522 (italià)
- Giuseppe Cappelletti, Le Chiese d'Italia dalla loro origine sino ai nostri giorni, vol. V, Venècia 1846, pp. 649–689 (italià)
- Butlla In supremae dignitatis, in Bullarum diplomatum et privilegiorum sanctorum Romanorum pontificum Taurinensis editio, Vol. V, pp. 18–20(llatí)
- Pius Bonifacius Gams, Series episcoporum Ecclesiae Catholicae, Leipzig 1931, vol. I, p. 706 (llatí)
- Konrad Eubel, Hierarchia Catholica Medii Aevi, vol. 2 Arxivat 2018-10-04 a Wayback Machine., p. 137-138 e 195; vol. 3 Arxivat 2019-03-21 a Wayback Machine., pp. 248–249; vol. 4 Arxivat 2018-10-04 a Wayback Machine., p. 247; vol. 5, pp. 112–274; vol. 6, pp. 294–295 (llatí)